# 聖卡塔利納德莫薩區
5°06′10″S 79°53′06″W / 5.1029°S 79.8849°W
聖卡塔利納德莫薩區（西班牙語：Distrito de Santa Catalina de Mossa），是秘魯的一個區，位於該國西北部皮烏拉大區的莫羅蓬省，始建於1958年5月22日，面積76.76平方公里，海拔高度850米，2005年人口4,512，人口密度每平方公里59人。